# مدیریت مستندات
مدیریت مستندات کنترل نظام‌مند تمام اسناد، از لحظهٔ ایجاد و یا دریافت آن‌ها، تا پردازش، توزیع، سازمان‌دهی، ذخیره‌سازی و بازیابی تا تغییر وضعیت نهایی آن‌ها است. هدف از مدیریت اسناد تحویل سند مناسب به فرد مناسب در زمان مناسب با کمترین هزینهٔ ممکن است. سند اطلاعات ذخیره‌شدهٔ ایجادشده و یا دریافت‌شدهٔ سازمان است که حاوی مدارک عملیات سازمان باشد و برای یک دورهٔ زمانی مشخص ارزش نگهداری داشته باشد.

معمولاً، اسناد به پنج روش عمده دسته‌بندی می‌شوند:
- با توجه به نوع استفاده
- جایی که از آن‌ها استفاده می‌شود
- ارزشی که برای سازمان دارند
- میزان حساسیت برای سازمان
- میزان رسمیت برای سازمان

### اجزای سیستم مدیریتاسناد
یک برنامهٔ مدیریت اسناد جامع شامل ذخیره‌سازی اسناد روی تمام رسانه‌ها، حفظ و یا امحاء اسناد، تطابق با الزامات قانونی بالادستی، مدیریت اسناد جاری و راکد، و حفاظت از اسناد حیاتی است. فعالیت‌های دیگر ممکن است شامل الکترونیکی کردن اسناد، ممیزی اسناد، مدیریت فرم‌ها، پیشگیری از بلایا، آماده‌سازی و احیاء، انتخاب نرم‌افزار مناسب، و الزام و اجرای سیاست‌های مدیریت اسناد باشد.

## مفهوم رکورد
مفهوم سابقه به صورت‌های مختلفی تعریف شده‌است. ISO 15489-1: 2001 سوابق را «اطلاعات ایجاد شده، دریافت شده و حفظ اطلاعاتی که توسط یک سازمان یا فرد به منظور پیروی از تعهدات قانونی یا در معامله کسب و کار» تعریف می‌کنند. در حالی که اهداف و منافع بسیاری برای مدیریت سوابق وجود دارد.
همان‌طور که هر دو این تعاریف برجسته هستند، یکی از ویژگی‌های کلیدی سوابق این است که توانایی آن‌ها در خدمت گرفتن به عنوان مدرک یک رویداد است. مدیریت مناسب سوابق می‌تواند به حفظ این ویژگی سوابق کمک کند.
مطالعات جامع اخیر، سوابق را «بازنمایی‌های مداوم فعالیت» عنوان کرده‌اند که توسط شرکت‌کنندگان یا ناظران ثبت شده یا ایجاد شده‌است. این دیدگاه معاملات بر اهمیت زمینه و فرایند در تعیین و مفهوم سوابق تأکید دارد. در مقابل، تعاریف قبلی بر ویژگی‌های اطلاعاتی و استنادی سوابق تأکید داشته‌اند. در زمینه‌های سازمانی، پرونده‌ها مواد ایجاد شده یا دریافت شده توسط یک سازمان در معامله تجاری، یا در پی دستیابی یا انطباق با تعهدات قانونی است. این تعریف سازمانی، ناشی از تئوری سازی اولیه بایگانی‌ها به عنوان مجموعه‌ای ارگانی از سوابق است، یعنی اسناد و مدارک نوشته شده، نقشه‌ها و مواد چاپی که رسماً توسط یک اداره یا یکی از مقامات آن به رسمیت شناخته می‌شود یا دریافت می‌شود.

## شیوه‌های مدیریت اسناد
مدیر مستندات کسی است که مسئول مدیریت سوابق در یک سازمان است.
بخش ۴ از استاندارد ISO 15489-1: 2001 می‌گوید که مدیریت سوابق عبارتند از:
تنظیم سیاست‌ها و استانداردها
اختصاص دادن مسئولیت‌ها و مقامات
ایجاد و انتشار مراحل و دستورالعمل‌ها
ارائه طیف وسیعی از خدمات مربوط به مدیریت و استفاده از سوابق
طراحی، اجرای و مدیریت سیستم‌های تخصصی برای مدیریت سوابق
ادغام مدیریت سوابق به سیستم‌های کسب و کار و فرایندها
بنابراین، تمرین مدیریت سوابق ممکن است شامل موارد زیر باشد:
برنامه‌ریزی نیازهای اطلاعات یک سازمان
شناسایی اطلاعاتی که نیاز به نگهداری دارند.
ایجاد، تصویب و اجرای سیاست‌ها و شیوه‌های مربوط به سوابق، از جمله سازمان و دفع آنها
برنامهٔ ذخیرهٔ اسناد، که شامل محل نگهداری کوتاه مدت و بلند مدت سوابق فیزیکی و اطلاعات دیجیتال است.
شناسایی، طبقه‌بندی و ذخیره‌سازی سوابق
هماهنگ‌کردن دسترسی به سوابق در داخل و خارج از سازمان، متعادل سازی الزامات محرمانه بودن کسب و کار، حفظ حریم خصوصی و دسترسی عمومی.
شناسایی و نگهداری سوابق در یک دوره نگهداری مشخص شده
اجرای سیاست نگهداری اسناد در اختیار که دیگر به دلایل عملیاتی لازم نیست؛ با توجه به سیاست‌های سازمانی، الزامات قانونی و سایر مقررات ممکن است شامل تخریب یا نگهداری دائمی آن‌ها در بایگانی باشد.
اصول مدیریت اسناد و سیستم‌های مدیریت اسناد خودکار در دسته‌بندی، طبقه‌بندی و مدیریت مداوم پرونده‌ها در طول چرخه زندگی آن‌ها کمک می‌کند. چنین سیستمی ممکن است مبتنی بر کاغذ باشد (مانند کارت‌های شاخص که در یک کتابخانه استفاده می‌شود)، یا ممکن است شامل یک سیستم کامپیوتری مانند یک نرم‌افزار مدیریت ثبت الکترونیکی باشد.

## راه حل‌های قابل دفاع
یک راه حل قابل دفاع این است که می‌تواند با سیاست‌ها، فرایندها و روش‌های مستحکم تأیید شده که چگونه کار را انجام دهد، و همچنین یک روش اثبات مداوم الگوهای رفتاری مستند می‌باشد، که ثابت می‌کند سازمان برای دستیابی به بهترین توانایی‌ها از محدودیت‌های مستند شده پیروی می‌کند
در حالی که دفاع در مورد تمام جنبه‌های چرخه عمر اسناد به کار می‌رود، مهم‌ترین آن در زمینه تخریب پرونده‌ها است که در آن به عنوان «موقعیت قابل دفاع» یا «تخریب قابل دفاع» شناخته شده‌است و به سازمان کمک می‌کند تا به صراحت به مواردی چون تخریب سوابق، چرا آن‌ها را از بین می‌برند، چگونه آن‌ها را از بین می‌برند، چه زمانی آن‌ها را از بین می‌برند و جایی که آن‌ها را نابود می‌کنند، رسیدگی کند.

## اصطلاحات مدیریت کلید واژه‌ها
همه مدارک قابل ثبت نیستند. یک رکورد سندی است که به‌طور آگاهانه به عنوان مدرک یک رویداد حفظ می‌شود.
سیستم‌های مدیریت اسناد معمولاً بین پرونده‌ها و غیر پرونده‌ها (کپی‌های راحت، پیش‌نویس‌های خشن، تکراری) که نیاز به مدیریت رسمی ندارند، تمایز قائل می‌شوند. بسیاری از سیستم‌ها، مخصوصاً برای سوابق الکترونیکی، مستلزم اسنادی هستند که به صورت رسمی به عنوان یک رکورد مشخص می‌شوند تا بتوان آن‌ها را مدیریت کرد. پس از اعلام، رکورد را نمی‌توان تغییر داد و تنها می‌تواند در داخل قوانین سیستم قرار گیرد.
رکوردها ممکن است توسط کنترل‌های سطح دسترسی تحت پوشش قرار گیرند تا تنظیم کنند که چه کسی می‌تواند به آن‌ها دسترسی پیدا کند و در چه شرایطی. کنترل‌های فیزیکی می‌تواند برای حفظ سوابق محرمانه مورد استفاده قرار گیرد. پرونده‌های شخصی، برای مثال، که اطلاعات شخصی حساس را نگه می‌دارند، ممکن است در یک کمد قفل شده با یک ورودی کنترل شده برای ردیابی دسترسی نگهداری شود. سیستم‌های ثبت دیجیتال ممکن است شامل کنترل‌های دسترسی مبتنی برسطح دسترسی باشد، اجازه می‌دهد مجوزها (برای مشاهده، تغییر و / یا حذف) به کارکنان بسته به نقش آن‌ها در سازمان اختصاص داده شود
همان‌طور که سوابق سازمان در فرمت‌های مختلفی قرار دارد، ذخیره‌سازی سوابق نیز می‌تواند در سراسر سازمان متفاوت باشد. نگهداری فایل ممکن است توسط مالک، نماینده، یک مخزن ثبت یا کارمند انجام شود. رکوردها ممکن است در یک مکان متمرکز مانند مرکز ثبت یا مخزن (بایگانی) مدیریت شوند یا کنترل پرونده‌ها ممکن است در بخش‌های مختلف و مکان‌های موجود در اداره به‌طور غیر متمرکز باشد. سوابق ممکن است به صورت رسمی و گسسته توسط برنامه‌نویسی و ذخیره شده در پوشه‌هایی که به‌طور خاص برای ظرفیت حفاظت و ذخیره‌سازی مطلوب طراحی شده‌اند، یا بدون نشانگر ظاهری، شناسایی شوند. سازمانهایی که سوابق را اداره می‌کنند، دسترسی به هنگام به اطلاعات و بازیابی اطلاعات کار دشواری است. نگهداری پرونده‌ها و ناکارآمدی سیستم‌های نگهداری می‌تواند هزینه‌ای را از لحاظ فضای هدر رفته و منابع صرف شده برای جستجوی پرونده‌ها داشته باشد.
یک رکورد غیرفعال، رکوردی است که دیگر برای انجام فعالیت‌های فعلی مورد نیاز نیست، اما تا زمانی که با پایان دوره نگهداری آن مواجه شود، به‌طور مثال زمانی که یک پروژه به پایان می‌رسد، یا یک خط تولید محصول متوقف می‌شود، یا پایان دوره گزارش مالی رسیده باشد این سوابق ممکن است در آینده کسب و کار، قانونی، مالی یا ارزش تاریخی برای شرکت داشته باشد و بنابراین لازم است که برای مدت کوتاه یا دائمی نگهداری شود.
اسناد با توجه به برنامهٔ نگهداری، مدیریت می‌شوند. هنگامی که طول عمر یک رکورد مطابق با مدت تعیین شده خود باشد و لغو قانونی وجود نداشته باشد، آنگاه مجاز به معدوم سازی،انتقال یا نگهداری دائمی می‌باشد.
طرح بهبود فاجعه، یک اقدام نوشته شده و مورد تأیید است که پس از ایجاد فاجعه‌ای انجام می‌شود که جزئیات نحوه بازگرداندن کارکردهای مهم کسب و کار و بازگرداندن سوابق آسیب دیده یا تهدید را مشخص می‌کند.
یک رکورد فعال، یک رکورد مورد نیاز برای انجام عملیات جاری است، با استفاده مکرر و معمولاً در نزدیکی کاربر واقع شده‌است. در گذشته، «مدیریت سوابق» گاهی اوقات برای اشاره به مدیریت رکوردها که دیگر در استفاده روزمره نبودند، (اما همچنان مورد نیاز بود که نگهداری شود) - سوابق در جریان یا غیرفعال، اغلب در زیرزمین یا خارج از محل نگهداری می‌شود. استفاده مدرن تر از این به کل چرخه عمر رکوردها مربوط می‌شود.
فرمت و رسانه‌ها از پرونده‌ها به‌طور کلی برای اهداف مدیریت اسناد از لحاظ داشتن شناسایی و مدیریت سوابق صرف نظر از فرم آن‌ها اهمیت دارد. ایزو مدیریت هر سوابق فیزیکی و الکترونیکی را مد نظر دارد همچنین بخش DL1.105 استاندارد وزارت دفاع ایالات متحده وزارت دفاع آمریکا 5015.02-STD (2007) مدیریت اسناد را به عنوان "برنامه‌ریزی، کنترل، هدایت، سازماندهی، آموزش، ارتقاء و سایر فعالیت‌های مدیریتی مرتبط با چرخه زندگی اطلاعات تعریف می‌کند. از جمله ایجاد، تعمیر و نگهداری (استفاده، ذخیره سازی، بازیابی) تحسنتو دفع، صرف نظر از رسانه‌ها "

## چرخه عمر سوابق
چرخه عمر پرونده شامل فازهای گسسته‌ای است که طول عمر یک رکورد از زمان ایجاد آن تا نهایی شدن آن را پوشش می‌دهد. در مرحلهٔ ایجاد، رشد رکوردها توسط سیستم‌های الکترونیکی مدرن بیان می‌شود. همان‌طور که سازمان را اداره می‌کند، پرونده‌ها همچنان توسط سازمان ایجاد و ضبط می‌شوند. نامه‌ای که مربوط به خرابی محصول برای مدیر داخلی نوشته شده‌است، صورتهای مالی و گزارش‌ها برای نظارت عمومی تولید می‌شود، آرم شرکت‌های قدیمی کنار گذاشته می‌شود و یک طرح جدید - از جمله طرح رنگی و فونت شرکت تصویب شده - جای خود را در تاریخ سازمان می‌گیرد.
نمونه‌هایی از مراحل ثبت شامل کسانی هستند که برای ایجاد یک رکورد، اصلاح یک رکورد، حرکت یک رکورد از طریق دولت‌های مختلف در حین وجود و از بین بردن یک رکورد.
در طول چرخه عمر پرونده، مسائل مربوط به امنیت، حفظ حریم خصوصی، بازیابی فاجعه، فن آوری‌های در حال ظهور و ادغام، توسط حرفه‌ای پرونده و مدیریت اطلاعات مسئول برنامه‌های سازمانی مورد توجه قرار می‌گیرند. متخصصان رکوردها و مدیریت اطلاعات در کنترل و حفاظت از دارایی‌های اطلاعات سازمان نقش مهمی دارند.

## طبقه‌بندی
مدیران مستندات از طبقه‌بندی یا دسته‌بندی انواع رکوردها به عنوان ابزار کار با سوابق استفاده می‌کنند. چنین طبقه‌بندی‌هایی در ایجاد توابع، ایجاد، ذخیره‌سازی، بازیابی، حرکت و تخریب سوابق کمک می‌کند.
در بالاترین سطح طبقه‌بندی، سوابق فیزیکی و الکترونیکی هستند. (این بحث‌برانگیز است؛ پرونده‌ها بدون در نظر گرفتن رسانه‌ها تعریف می‌شوند. استاندارد ISO 15489 و سایر روش‌های بهتر، به جای طبقه‌بندی مبتنی بر رسانه، توابع را به رسمیت می‌شناسد؛ چرا که قانون، سوابق را به عنوان نوع خاصی از اطلاعات بدون در نظر گرفتن رسانه‌ها تعریف می‌کند)

### سوابق فیزیکی
سوابق فیزیکی، سوابقی هستند، مانند کاغذ، که می‌تواند لمس شود و فضای فیزیکی را در بر بگیرد.
سوابق الکترونیکی، که اغلب به عنوان سوابق دیجیتال نامیده می‌شود، آن سوابقی هستند که توسط دستگاه‌های فناوری اطلاعات تولید می‌شوند و مورد استفاده قرار می‌گیرند.
طبقه‌بندی اسناد از طریق طراحی، نگهداری و استفاده از طبقه‌بندی‌ها به دست می‌آید که به مدیران اسناد اجازه می‌دهد تا توابع مانند طبقه‌بندی، برچسب گذاری، تقسیم کردن یا گروه‌بندی پرونده‌ها بر اساس ویژگی‌های مختلف انجام دهند.

### سوابق سازمانی
سوابق سازمانی سوابقی را نشان می‌دهد که برای اکثر شرکت‌ها، صرف نظر از عملکرد، هدف یا بخش آنها، رایج است. چنین پرونده‌هایی اغلب در حیطه وظایف روزمره یک شرکت و پوشش مناطق مانند دادرسی محدود، مدیریت کارکنان، مشاوره یا مدیریت قراردادی، تعامل با مشتری، خرید، فروش، و قراردادها می‌باشد.
انواع شرکت‌هایی که چنین پرونده‌هایی را تولید می‌کنند، فقط به شرکت‌های سودآور، شرکت‌های غیرانتفاعی و سازمان‌های دولتی محدود نمی‌شوند.

### سوابق صنعت
سوابق صنایع نشان دهنده آن سوابق هستند که رایج بوده و تنها به یک صنعت خاص یا مجموعه صنایع می‌پردازند. مثال‌ها شامل موارد زیادی می‌باشند، اما به پرونده صنایع پزشکی محدود نمی‌شوند (مثلاً قانون حمل و نقل و حسابرسی بیمه درمانی)، پرونده صنایع دارویی و پرونده صنایع غذایی.
انواع شرکت‌هایی که چنین پرونده‌هایی را تولید می‌کنند، فقط به شرکت‌های سودآور، شرکت‌های غیرانتفاعی و سازمان‌های دولتی محدود نمی‌شوند.

### سوابق حقوقی
سوابق حقوقی سوابقی هستند که معمولاً توسط مشاور حقوقی یا پرسنل، برای یک دوره زمانی از سوی دولت یا شرکت و به منظور رسیدگی به مسائل بالقوه مرتبط با ممیزی و رسیدگی به اتباع انطباق دارند. چنین رکوردهایی که اضافه بر طبقه‌بندی‌هایی که در نتیجه طبقه‌بندی‌های سازمانی یا صنعت می‌باشند، دارای ویژگی‌های قانونی هستند.

## مدیریت سوابق فیزیکی
مدیریت سوابق فیزیکی شامل رشته‌ها یا توانایی‌های مختلف می‌شود و ممکن است بر اساس اشکال متفاوتی از تخصص استفاده شود.

### شناسایی سوابق
شناسایی سوابق اگر یک مورد به عنوان یک سابقه قانونی ارائه شده باشد، باید تأیید شود. کارشناسان قضایی ممکن است نیاز به بررسی یک سند یا مصنوعات داشته باشند تا مشخص شود که جعلی نیست و هر گونه آسیب، تغییر یا محتوای غلط مستند شده‌است. در موارد شدید، اقلام ممکن است تحت میکروسکوپ، اشعه ایکس، ارزیابی رادیو کربن یا تجزیه شیمیایی قرار بگیرند. این سطح احراز هویت نادر است، اما نیاز به مراقبت ویژه‌ای در ایجاد و حفظ پرونده‌های سازمان دارد.

### ذخیره پرونده
اسناد باید به گونه‌ای ذخیره شوند تا از آسیب‌های محیطی در دسترس و محافظت شوند. یک سند کاغذ معمول ممکن است در یک کابینت پرینت در یک دفتر ذخیره شود. با این حال، برخی از سازمان‌ها اتاق‌های بایگانی پرونده را با کنترل‌های تخصصی محیطی شامل دما و رطوبت اداره می‌کنند. سوابق حیاتی ممکن است لازم باشد که در یک ایمنی مقاوم در برابر حوادث یا ذخیره شود تا از آتش، سیل، زلزله و درگیری جلوگیری شود. در موارد شدید، این مورد ممکن است نیاز به هرگونه حادثه فساد و دسترسی عمومی، نظیر اصل، قانون اساسی ایالات متحده را امضا کند. ممکن است نیاز به مشاوره با مهندسین عمران برای تعیین اینکه اتاق فایل می‌تواند به‌طور مؤثر مقاومت در برابر وزن قفسه‌ها و کابینت‌های پر شده با کاغذ را داشته باشد؛ از لحاظ تاریخی، برخی از کشتی‌های نظامی طراحی شده‌اند تا وزن روش‌های عملیاتی خود را بر روی کاغذ به عنوان بخشی از معادله بالستیک خود مورد توجه قرار دهند (تکنولوژی ضبط جدید مدرن این اطلاعات را به ذخیره‌سازی الکترونیکی انتقال داده‌است). علاوه بر ذخیره‌سازی پرونده‌ها در محل، بسیاری از سازمان‌ها مرکز ثبت خود را خارج از سایت یا قرارداد با مراکز ثبت تجاری می‌کنند.

### بازیابی سوابق
علاوه بر توانایی ذخیره سوابق، شرکت‌ها نیز باید توانایی‌های مناسب برای بازیابی سوابق را در صورتی که برای اهداف مانند ممیزی یا دادرسی مورد نیاز است، یا برای مواردی نابودی، ایجاد کنند. توانایی بازیابی ضبط در هنگام برخورد با سوابق الکترونیکی بسیار پیچیده‌است.

## مدیریت سوابق الکترونیکی
اصول کلی مدیریت سوابق در پرونده‌ها در هر فرمتی اعمال می‌شود. با این حال، سوابق دیجیتال (تقریبا همیشه به عنوان سوابق الکترونیکی نامیده می‌شود) مسائل خاصی را مطرح می‌کنند. وقتی که سوابق فیزیکی وجود ندارد سخت‌تر اطمینان حاصل می‌شود که محتوا، زمینه و ساختار سوابق حفظ و محافظت شود. این امر برای تأیید اعتبار و اعتبار اسناد مهم است.
تحقیقات زیادی در زمینه مدیریت سوابق الکترونیکی انجام شده‌است. تحقیق بین‌المللی در مورد مدارک دائمی، مدارک معتبر در سیستم‌های الکترونیکی (InterPARES) یک نمونه از این ابتکار است. بر اساس گزارش دانشکده کتابداری، بایگانی و اطلاعات در دانشگاه بریتیش کلمبیا در ونکوور، بریتیش کلمبیا، کانادا، پروژه InterPARES یک پروژه مشترک بین محققان در سراسر جهان که متعهد به توسعه نظریه‌ها و روش‌ها برای اطمینان از قابلیت اطمینان، دقت و صحت اسناد الکترونیکی می‌شود.
الزامات کاربردی برای سیستم‌های کامپیوتری برای مدیریت پرونده‌های الکترونیکی توسط وزارت دفاع ایالات متحده تهیه شده‌است، بایگانی ملی انگلستان و کمیسیون اروپا که MoReq (الزامات مدل برای مدیریت پرونده‌های الکترونیکی) به حداقل دوازده زبان توسط کمیسیون اروپا ترجمه شده‌است.
نگرانی‌های خاص در مورد قابلیت دسترسی و خواندن سوابق الکترونیکی در طول زمان وجود دارد، زیرا سرعت تغییر در فن آوری می‌تواند نرم‌افزار را برای ایجاد سوابق منسوخ کند و سوابق قابل خواندن را نادیده بگیرد. در این زمینه، تحت عنوان حفاظت دیجیتال، پژوهش قابل توجهی صورت گرفته‌است. دفتر عمومی دفتر ویکتوریا (PROV) واقع در ملبورن استرالیا استراتژی ضبط الکترونیکی ویکتوریا (VERS) را منتشر کرد که شامل استاندارد برای حفظ، ذخیره‌سازی درازمدت و دسترسی به پرونده‌های الکترونیکی دائمی است. استاندارد VERS توسط تمام ادارات دولتی ویکتوریا پذیرفته شده‌است. بایگانی دیجیتال توسط PROV ایجاد شده‌است تا امکان دسترسی عموم مردم به سوابق دائمی را فراهم کند. بایگانی نیوزیلند همچنین آرشیو دیجیتالی را راه اندازی می‌کند.

### سوابق مالیاتی الکترونیکی
سوابق مالیاتی الکترونیکی نسخه‌های کامپیوتری / غیر کاغذی از سوابق مورد نیاز سازمان‌های مالیاتی مانند سرویس درآمد داخلی است. در مورد آنچه که سوابق دیجیتالی قابل قبول برای IRS وجود دارد، ابهام قابل توجهی وجود دارد، زیرا این مفهوم نسبتاً جدید است. این موضوع در انتشارات ۵۸۳ و بولتن ۱۹۹۷–۱۳ مورد بحث قرار گرفته‌است، اما جزئیات آن مشخص نیست.
مشاغل و افرادی که مایل به تبدیل پرونده‌های کاغذی خود به نسخه‌های اسکن شده‌اند ممکن است در صورتی که این کار را انجام می‌دهند خطرناک باشند. به عنوان مثال، معلوم نیست که حسابرس IRS یک نسخه اسکن شده از JPEG, PNG یا PDF را برای یک مورد خرید کسر شده قبول کند.

## مسائل جاری در مدیریت سوابق

### سازگاری و مسائل حقوقی
در حالی که اداره دولتی، مراقبت‌های بهداشتی و حرفه حقوقی دارای سابقه طولانی مدیریت سوابق است، بخش شرکت‌های خصوصی عموماً کمتر علاقه‌منداند. این در سال‌های اخیر با توجه به الزامات انطباق جدید تغییر کرده‌است، به‌طور جزئی توسط رسوایی‌هایی مانند امور Enron / Andersen و مشکلات اخیر در مورگان استنلی. مسائل مربوط به پرونده‌های مربوط به پرونده ه از جمله شرایط نگهداری مدت و نیاز به افشای اطلاعات به عنوان نتیجه دادرسی مهم به نظر می‌رسد. مقرراتی مانند قانون Sarbanes-Oxley ایالات متحده منجر به استانداردسازی بیشتر شیوه‌های مدیریت سوابق شده‌است. از دهه ۱۹۹۰ تغییر به سمت سوابق الکترونیکی نیاز به روابط کاری نزدیک بین مدیران اسناد و مدیران فناوری اطلاعات، به ویژه از جنبه‌های قانونی، متمرکز بر تطابق و مدیریت ریسک دارد.

### امنیت
حفظ حریم خصوصی، حفاظت از اطلاعات و سرقت هویت به مسائل مورد علاقه تبدیل شده‌است. نقش مدیر اسناد در حفاظت از پرونده‌های سازمان به عنوان یک نتیجه افزایش یافته‌است. نیاز به اطمینان از اطلاعات شخصی ضروری نیست، تمرکز بیشتر بر روی برنامه‌ریزی جهت نگهداری سوابق است.

### شفافیت
افزایش اهمیت شفافیت و پاسخگویی در ادارات دولتی، که به واسطه پذیرش گسترده قوانین آزادی اطلاعات مشخص شده‌است، منجر به تمرکز بر نیاز به مدیریت سوابق شده‌است تا بتوان آن‌ها را به راحتی توسط عموم مردم در دسترس قرار داد. به عنوان مثال، در انگلستان، بخش ۴۶ قانون آزادی اطلاعات ۲۰۰۰ دولت را مجبور به انتشار یک دستورالعمل در مورد مدیریت اسناد برای مقامات دولتی به‌طور مشابه، قوانین اتحادیه اروپا در مورد حفاظت از داده‌ها و اطلاعات محیط زیست، که به سازمان‌ها نیاز دارد تا اطلاعات را در صورت تقاضا منتشر کنند، نیاز به مدیریت مؤثر چنین پرونده‌ها را ایجاد می‌کند.

## تصویب و پیاده‌سازی
پیاده‌سازی تغییرات لازم در فرهنگ سازمانی، یک چالش عمده است، زیرا مدیریت سوابق اغلب به عنوان یک کار اداری غیرضروری یا کم‌اهمیت است که می‌تواند در پایین‌ترین سطوح در یک سازمان انجام شود. آسیب روحی ناشی از سوابق مدیریت ضعیف نشان داده‌است که مدیریت اسناد، مسئولیت همه افراد در یک سازمان است.
مسئله‌ای که در میان مدیران سوابق بسیار بحث‌برانگیز بوده‌است تصویب غیرقانونی سیستم‌های مدارک الکترونیکی و سیستم‌های ثبت اسناد بوده‌است.

## تأثیر اینترنت و رسانه‌های اجتماعی
مسئله دیگری که مدیران سوابق به آن‌ها علاقه‌مند هستند، تأثیر اینترنت و رسانه‌های اجتماعی مرتبط مانند ویکی‌ها، وبلاگ‌ها، انجمن‌ها و شرکت‌هایی مانند فیس بوک و توییتر بر شیوه‌های مدیریت سابق، اصول و مفاهیم سابق است، چرا که بسیاری از این ابزارها اجازه ایجاد سریع و انتشار پرونده‌ها را و اغلب حتی در صورت ناشناس می‌دهند.

## مدیریت چرخه عمر سوابق
یک چالش دشوار برای بسیاری از شرکت‌ها به ردیابی پرونده‌ها از طریق کلیه چرخه زندگی اطلاعات خود بستگی دارد به‌طوری‌که در هر زمانی، در صورتی که یک رکورد وجود دارد یا اگر هنوز هم وجود داشته باشد، روشن است. ردیابی پرونده‌ها از طریق چرخه زندگی آنها، به کارمندان اجازه می‌دهد تا در زمان و چگونگی اعمال قوانین مربوط به سوابق، مانند قوانین نگهداری قانونی یا تخریب، به کارکنان مدیریت اسناد را درک کنند.

## تبدیل سوابق کاغذ به فرم الکترونیکی
با توجه به اینکه جهان به سوی دیجیتال می‌رود، یک مسئله رو به رشد برای جامعه مدیریت سوابق، تبدیل پرونده‌های کاغذی موجود یا ورودی‌ها، به فرم الکترونیکی است. چنین تبدیل‌هایی اغلب با هدف صرفه جویی در هزینه‌های ذخیره‌سازی، فضای ذخیره‌سازی و در امید کاهش زمان بازیابی سوابق انجام می‌شود.
ابزارهایی مانند اسکنرهای اسناد، نرم‌افزار شناسایی نوری و سیستم‌های مدیریت اسناد الکترونیکی برای تسهیل چنین تبدیلاتی استفاده می‌شود.

## آموزش و پرورش و گواهینامه
بسیاری از کالج‌ها و دانشگاه‌ها برنامه‌های آموزشی در علوم کتابداری و اطلاع‌رسانی را پوشش می‌دهند که مدیریت سوابق را پوشش دهد. علاوه بر این، سازمان‌های حرفه‌ای مانند حسابداران و مدیران حرفه‌ای اطلاعات استرالیا (RIMPA) و مؤسسه مدرسان مدارک معتبر وجود دارد که گواهینامه حرفه‌ای و غیر متمرکز را برای متخصصان، گواهینامه مدیریت مدارک یا CRM فراهم می‌کند. فرصت‌های تحصیلی اضافی در قالب یک برنامه گواهی نیز از AIIM International, ARMA International و از انجمن مدیریت اطلاعات و ضبط در بریتانیا و ایرلند در دسترس است. دوره‌های آموزش و پرورش و کارگاه‌های آموزشی در مورد پرونده‌های علمی و فنی، مدیریت کل، مدیریت عمر و استانداردهای عملکرد کیفی ثبت الکترونیکی (Q-ERPS) از سوی سیستم‌های یادداشت الکترونیکی همکاری نموده‌اند.
دانشگاه استرالیای جنوبی ارائه گواهی دیپلم و مدرک کارشناسی مدیریت اطلاعات کسب و کار و مدیریت کتابخانه و اطلاعات را با جریان ویژه در مدیریت سوابق ارائه می‌نماید. دانشگاه ملی استرالیا یک دوره آموزش الکترونیکی شش هفته‌ای را در مدارس الکترونیک و مدیریت مدارک ارائه می‌دهد. علاوه بر این، دانشگاه کلمبیا مدرک علوم خود را در مدیریت اطلاعات و مدیریت منابع دیجیتال (IDRM) ارائه می‌دهد.
علاوه بر اخذ مدرک تحصیلی در ایالات متحده، برنامه ۱۰۰٪ آنلاین برنامه کارشناسی ارشد معماری و ثبت (MARA)، که توسط دانشگاه ایالتی سن خوزه ارائه می‌شود، است. یکی دیگر از ویژگی‌های مدیریت بایگانی و رکوردها است که توسط دانشکده اطلاعات دانشگاه میشیگان به عنوان بخشی از مدرک MSI (Master of Science in Information) ارائه شده‌است. دانشگاه دولتی وین در دیترویت یک برنامه صدور گواهینامه سطح رشته و مدیریت اطلاعات را ارائه می‌دهد.
مدارس در کانادا نیز فرصت‌های تخصصی تحصیلی در مدیریت مدارک ارائه می‌دهند. دانشکده اطلاعات در دانشگاه تورنتو به دانش آموزان برنامهٔ کارشناسی ارشد اطلاعات می‌پردازد تا مطالعات خود را در مدیریت بایگانی و رکوردها تمرکز کنند. دانشکده مطالعات اطلاعاتی در دانشگاه مک گیل همچنین شامل جریان مدیریت بایگانی است که در کارهای مدیریت رشته‌های غنی شده‌است. دانشگاه بریتیش کلمبیا کارشناسی ارشد مطالعات بایگانی را شامل می‌شود که شامل تمرکز در مدیریت اسناد می‌شود.

## سیستم‌های مدیریت مدارک الکترونیکی
یک سیستم مدیریت اسناد و مدارک الکترونیک یک برنامه کامپیوتری یا مجموعه‌ای از برنامه‌های مورد استفاده برای ردیابی و ذخیره سوابق است. این اصطلاح از سیستم‌های تصویربرداری و مدیریت اسناد متمایز است که به‌طور عمده در ضبط کاغذ و مدیریت اسناد تخصص دارند. سیستم‌های مدیریت رکوردهای الکترونیکی معمولاً خدمات تخصصی امنیتی و حسابرسی را که به نیاز مدیران سوابق اختصاص دارد، ارائه می‌دهند.
اداره ملی آرشیو و اسناد ملی (NARA) استاندارد وزارت دفاع آمریکا ۵۰۱۵٫۲ را به عنوان «اصل مناسب برای رسیدگی به چالش‌های اساسی مدیریت سوابق در محیط اتوماتیک که به‌طور فزاینده‌ای ایجاد و استفاده از پرونده‌ها را مشخص می‌کند، تأیید کرده‌است.» مدیریت اسناد فروشندگان می‌توانند به عنوان سازگار با وزارت دفاع 5015.2-STD، پس از تأیید از دستور فرمان تست مشترک، که پرونده‌های تست را ایجاد می‌کند، گزارش‌های نهایی گزارش‌های دقیق و جامعی را در مورد محصولات تأیید شده ۵۰۱۵٫۲ گواهی می‌کند و بازرسی از نرم‌افزار را انجام می‌دهد.
آرشیو ملی در بریتانیا دو مجموعه از الزامات عملکردی را برای ترویج توسعه بازار نرم‌افزار مدیریت سوابق الکترونیکی (۱۹۹۹ و ۲۰۰۲) منتشر کرده‌است. این برنامه برای ارزیابی محصولات در برابر نیازهای ۲۰۰۲ اجرا شد. در حالی که این الزامات در ابتدا با همکاری دولت مرکزی صورت گرفت، آن‌ها با شور و شوق بسیاری از بخش‌های عمومی در انگلستان و سایر نقاط جهان روبرو شده‌اند. برنامه تست بسته شده‌است آرشیو ملی دیگر برنامه‌های کاربردی برای آزمایش را قبول نمی‌کند. نیازهای بایگانی ملی سال ۲۰۰۲ باقی می‌ماند.
کمیسیون اروپا در سال 2001 "MoReq"، الزامات مدل برای پرونده‌های الکترونیکی و مدیریت اسناد را منتشر کرده‌است. اگر چه یک استاندارد رسمی نیست، به‌طور گسترده‌ای در نظر گرفته شده و به عنوان یک استاندارد شناخته می‌شود. این بود که توسط برنامه اداره کمیسیون تأمین مالی شده بود و در نشست انجمن DLM توسعه یافت. به روز رسانی عمده MoReq، به نام MoReq2، در فوریه ۲۰۰۸ منتشر شد. این نیز توسط انجمن DLM آغاز شد و توسط کمیسیون اروپا تأمین مالی شده بود، در این مورد با برنامه IDABC (جانشینIDA [2یک چارچوب تست نرم‌افزاری و یک طرح XML همراه MoReq2؛ یک رژیم آزمایش تطبیق نرم‌افزار در دسامبر ۲۰۰۸ در کنفرانس Forum DLM در تولوز توافق شد.
آرشیو ملی استرالیا (NAA) ویژگی‌های عملکردی برای نرم‌افزارهای سیستم‌های مدیریت مدارک الکترونیکی (ERMS) و دستورالعمل‌های مربوط به پیاده‌سازی مشخصات عملکرد برای نرم‌افزارهای سیستم‌های مدیریت ثبت الکترونیکی را به عنوان طرح‌های مواجهه در فوریه ۲۰۰۶ منتشر کرد.
آرشیو نیوزیلند در ژوئن ۲۰۰۵، استاندارد «ضمانت نامه‌های الکترونیکی» استاندارد (استاندارد ۵) «بهترین روش اختیاری» را منتشر کرد که تحت مجوز بخش ۲۷ قانون مجله عمومی ثبت شده‌است.

## مراکز بازرگانی تجاری
مراکز بازرگانی تجاری خدماتی هستند که خدمات ذخیره‌سازی برای سوابق کاغذی برای سازمان‌ها را ارائه می‌دهند. در بعضی موارد، آن‌ها همچنین ذخیره‌سازی برای پرونده‌های ذخیره شده در قالب‌های الکترونیکی را ارائه می‌دهند. مراکز بازرگانی تجاری، ذخیره‌سازی با تراکم بالا را برای پرونده‌های کاغذی ارائه می‌دهند و برخی از آن‌ها ذخیره‌سازی رسانه‌های کنترل شده را برای رسانه‌های حساس غیر کاغذی و حیاتی ارائه می‌دهند. یک سازمان تجارت برای مراکز ثبت تجاری وجود دارد (به عنوان مثال، PRISM International)، با این حال، همه اعضای سرویس دهنده نیستند.